# Véhicule blindé de combat d'infanterie
Le Véhicule blindé de combat d'infanterie (VBCI) est un véhicule de combat d'infanterie français tout-terrain à huit roues, conçu et fabriqué en France par Nexter Systems et par Arquus, qui est responsable de toute la partie mobilité de l'engin.
Destiné à remplacer l'AMX-10 P, le VBCI dispose de performances nettement supérieures ; onze soldats peuvent prendre place à bord du véhicule qui est équipé de tous les moyens de communication modernes. La chaîne de montage du VBCI se trouve sur le site de Roanne de Nexter Systems. L'intégration des prototypes et leurs essais ont été réalisés sur les sites de Satory (situé sur le plateau du même nom à Versailles) et de Roanne.

## Développement et production

### Contexte
Au début des années 1990, le gouvernement français lance le programme VBM (Véhicule blindé modulaire) pour remplacer les véhicules de transport de troupes de l'armée française.
GIAT Industries devenu Nexter et Renault Véhicules Industriels (aujourd’hui Arquus) présentent chacun un démonstrateur. Giat propose le Vextra en  1994 et le X8A de RVI est testé par l’armée française en 1996.

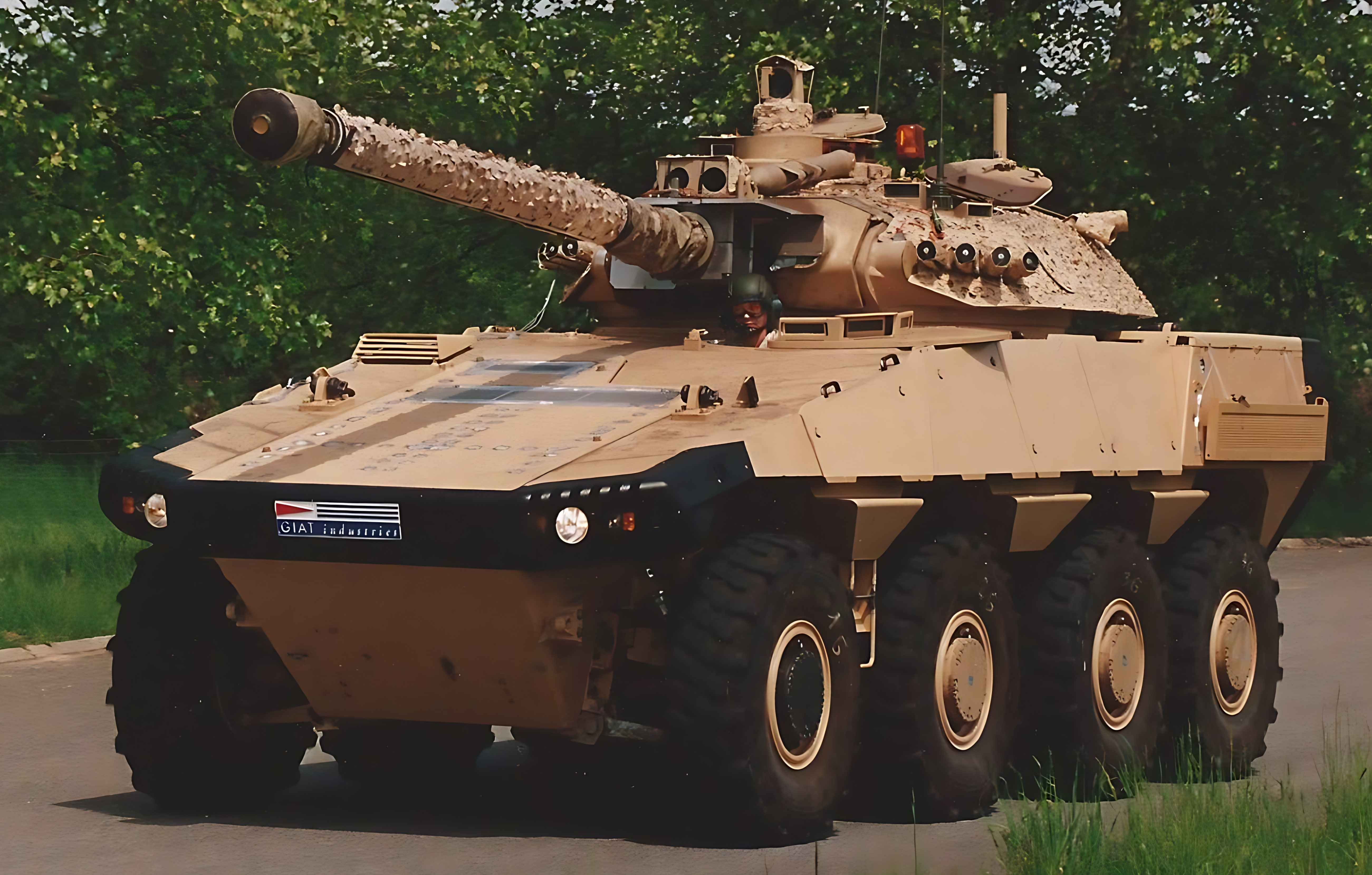
Giat Vextra

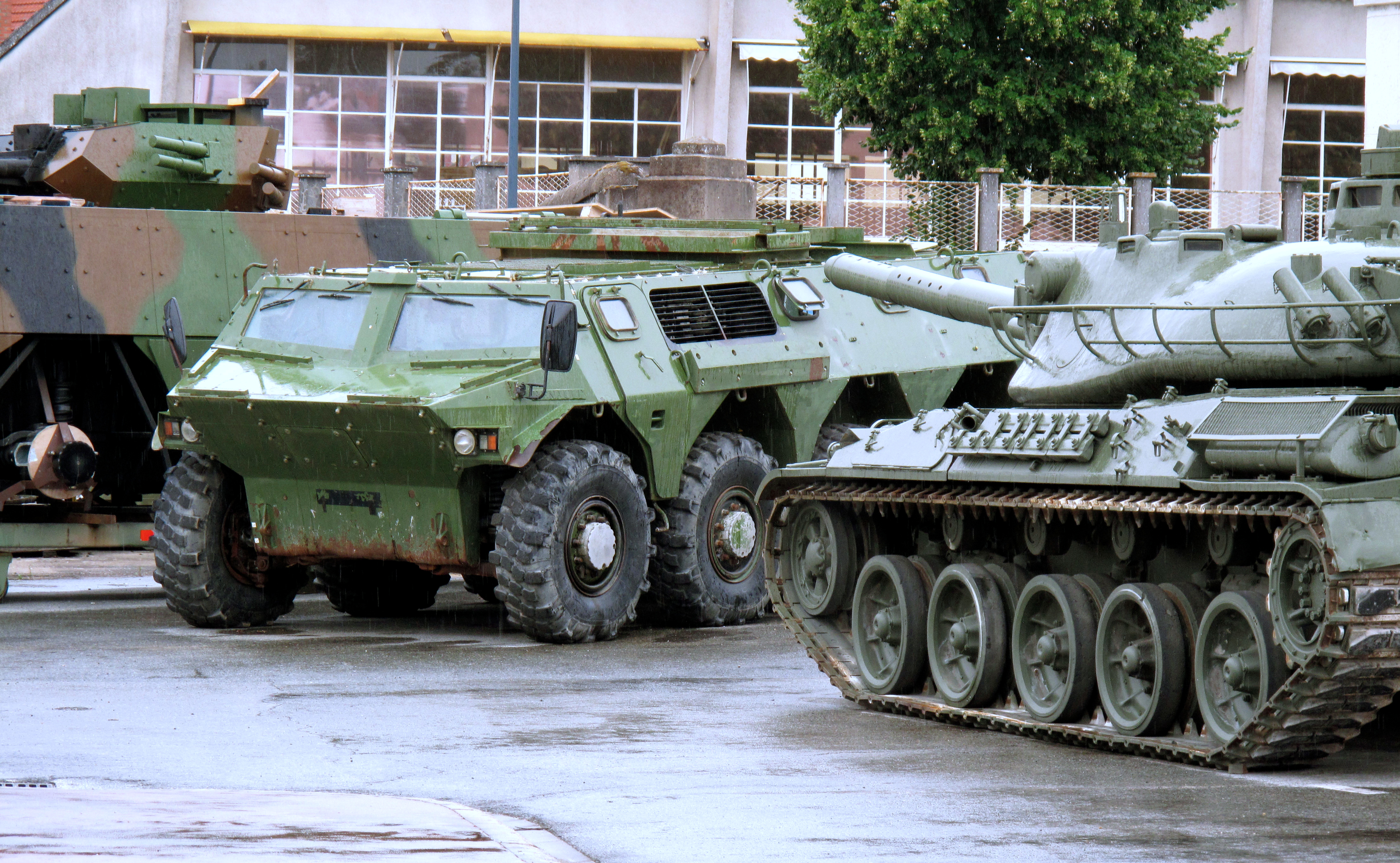
Renault X8A

Le VBCI est issu de la coopération entre RVI et GIAT Industries.
En avril 1995, la France, l'Allemagne et le Royaume-Uni conviennent de développer conjointement le véhicule à roues 8×8 à traction intégrale et l'Allemagne et le Royaume-Uni se joignent au projet. Cependant, en 1999, le programme commun n'aboutit pas et la France décide de continuer seule. L'Allemagne et le Royaume-Uni, rejoins par les Pays-Bas en 2001, forment  un nouveau consortium appelé Artec. Leur coopération aboutira au développement du Boxer.
Le 6 novembre 2000, le gouvernement français commande 700 VBCI et le programme se poursuit. Ce chiffre passe à 630 exemplaires lors du projet de loi de programmation militaire 2014-2019.

### Développement initial
En 2003-2004, le programme a atteint quelques étapes principales importantes : les tests de mobilité/agilité, le test de blindage et les tests des systèmes électroniques ont été tous réussis. De 2004 à 2005, les cinq premiers prototypes (4 VCI et 1 VPC) ont été testés dans des conditions réelles. Mais, ces tests ont montré des incompatibilités rédhibitoires dans l'intégration de la tourelle Tarask par rapport aux pratiques de l'armée de terre. Celle-ci a dû être profondément revue. Les deux années de retard dans le programme furent les conséquences de cette erreur de conception.
Nexter Systems a été chargée de la fabrication de la caisse en aluminium, de la tourelle de 25 mm Tarask, dérivée de la tourelle Dragar, tandis que Renault Trucks Défense s'occupait de la partie mobilité de l'engin. Le VBCI est conçu pour amener le fantassin au plus près des combats.
En 2014 est sorti un nouveau châssis. Celui-ci reprend la forme générale de l'engin mais le poste du pilote est reculé là où se situait le poste du chef d'engin. Ce nouvel engin, équipé d'une nouvelle motorisation, toujours d'origine Volvo, est appelé VBCI 2. Equipé de la nouvelle tourelle T40, il est proposé pour répondre à l'appel d'offres afin de fournir plusieurs centaines de VBCI au Qatar.
Pour faire face à un déficit de véhicules sanitaires de combat, l’armée de Terre a proposé au service de santé des armées (SSA) d’équiper un Véhicule Blindé de Combat de l’Infanterie en version sanitaire. La section technique de l’armée de Terre, la STAT, a installé le premier « KIT SAN » (kit sanitaire) pour un VBCI en octobre 2018 à Gao. 6 VBCI bénéficient d'un KIT SAN.

## Histoire opérationnelle

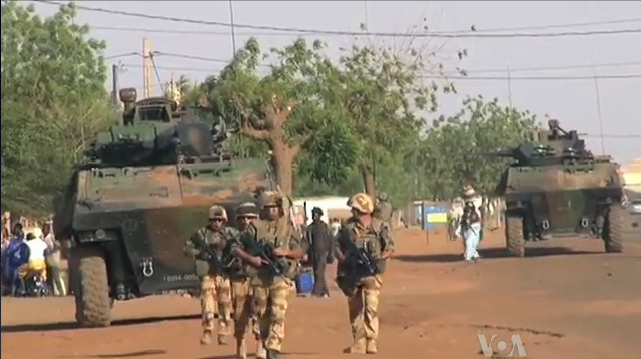
Soldats français et VBCI à Gao en mars ou avril 2013.

Le VBCI a été utilisé sur un théâtre d'opération la première fois en mai/juin 2010 en Afghanistan pour la protection de convois et l'appui des fantassins des forces françaises en Afghanistan.
Un total de dix VBCI qui peuvent engager une cible avec leur canon de 25 mm à 2 700 m ont été mis en ligne jusqu’à leur retrait fin 2012. Durant l’été 2011, ceux-ci, présents dans la province de Kapissa, ont été visés par une quinzaine de roquettes RPG-7 : une a rebondi sur le Q-net (blindage cage) sans exploser, les autres n’ont pas touché leur cible. Ils ont subi également deux attaques à l'engin explosif improvisé : l'un a explosé avant le passage du véhicule, le second a lacéré deux pneus avant droit (le VBCI a huit roues motrices) et soufflé le blindage cage du VBCI. Ce véhicule a continué de rouler jusqu’à sa base opérationnelle avancée avant de repartir en mission deux heures après.
En janvier 2013, des VBCI du 92e régiment d'infanterie de Clermont-Ferrand sont déployés par l'armée française au Mali dans le cadre de la résolution 2085 de l'ONU sur le conflit malien. Ainsi, 34 VBCI ont été déployés dans ce conflit. Ils ont tiré, en septembre 2013, 1 250 obus de 25 mm.

## Caractéristiques

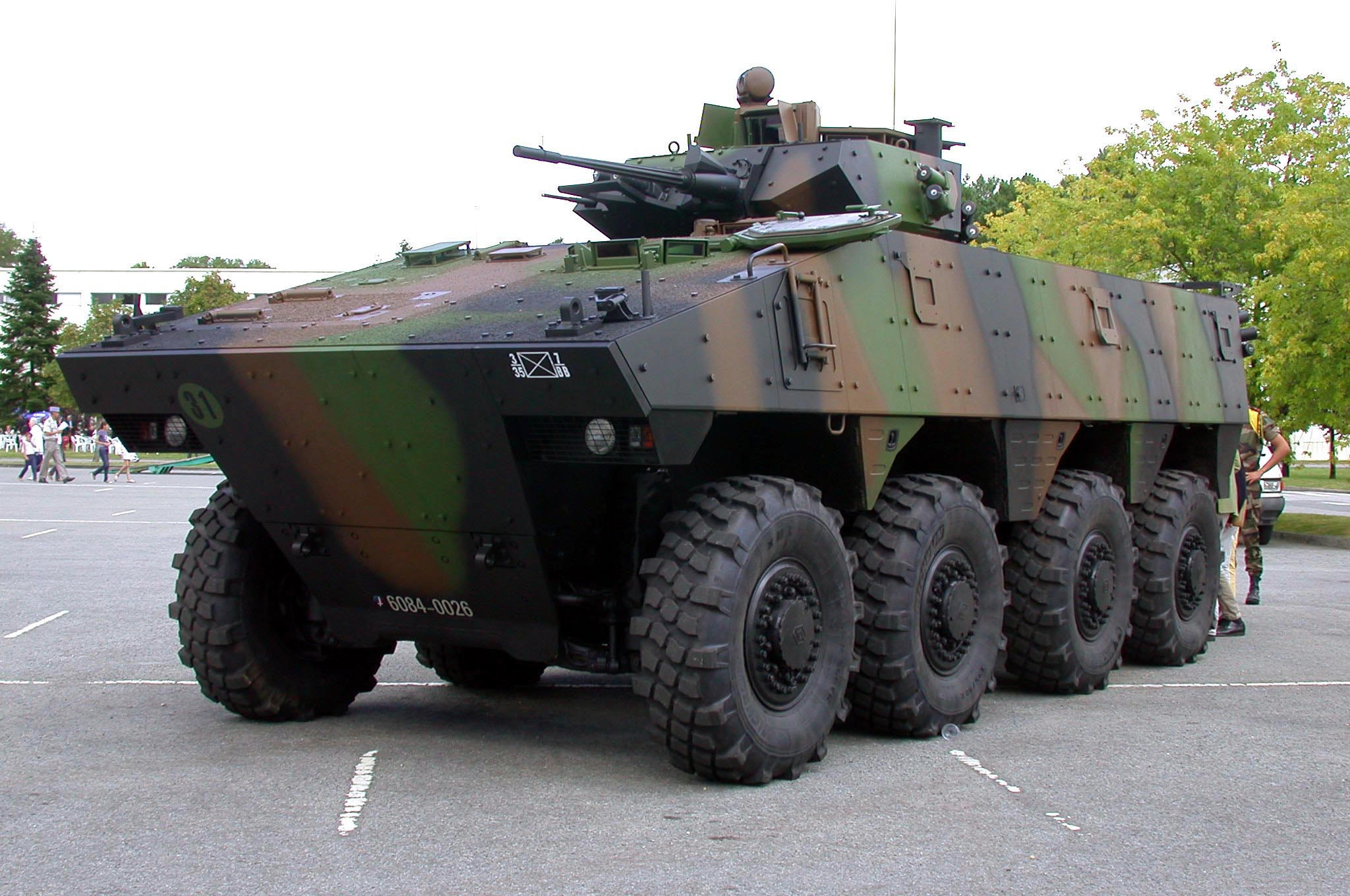
Un VBCI en 2009.

### Disposition générale
L'habitacle de 13 m3 est prévu pour accueillir largement onze soldats de grande taille équipés (conducteur + chef de bord / tireur + neuf fantassins avec tout l'équipement collectif du groupe de combat). La version APC sans tourelle, proposée pour le contrat FRES utility, permet d'accueillir quatorze fantassins.

### Mobilité

#### Motorisation
Afin de minimiser les coûts de développement, Nexter a adapté des composants existants disponibles « sur étagère ».
Le Volvo D12 est un moteur diesel quatre temps, à six cylindres en ligne suralimenté par turbocompresseur développant une puissance de 550 ch au régime de 2 400 tr/min. Son couple maximal est de 2196 N m à 1200 tr/min.
Le moteur est accouplé à une boîte de vitesses automatique ZF Ecomat 7HP 602 couplée à un convertisseur de couple. La boîte comporte sept vitesses en marche avant et deux en marche arrière.
Le VBCI possède deux réservoirs, un à l'avant d'une contenance de 170 litres et un autre à l'arrière, sur le déport de caisse, d'une capacité de 230 litres.
La suspension du VBCI est mixte ;  oléopneumatique et mécanique à grand débattement.

#### Train de roulement
Le choix de roues plutôt que de chenilles pour un véhicule blindé est un débat ancien. Plus mobiles et confortables dans les déplacements à grandes distances que les engins chenillés, comme l'AMX-10P, les véhicules à roues sont moins coûteux à l'acquisition, consomment moins de carburant et se révèlent plus faciles à entretenir et à dépanner. L'adoption d'une propulsion à huit roues motrices a considérablement accru leur mobilité en tout terrain[réf. souhaitée]  et a augmenté leur polyvalence. Par ailleurs, ils peuvent recevoir les mêmes protections et armement qu'un engin chenillé. De plus, leur garde au sol élevée et la forme de la caisse les rendent plus résistants au souffle des mines. Mais ils ont aussi leurs inconvénients dans les guérillas urbaines : ils ne peuvent pas tourner sur place en cas de barrage et ont une faculté moindre de franchissement d'obstacles. Néanmoins, le VBCI dispose d'un système de braquage d'urgence par freinage unilatéral qui permet la giration par « ripage ».

#### Mobilité stratégique, opérationnelle et tactique
Le VBCI est également conçu pour être aéroportable par un Airbus A400M, avec une masse à vide de moins de 18 tonnes (la masse au combat est de 28 tonnes pour la version d'origine, portée à 32 tonnes après une rénovation durant la seconde moitié des années 2010).

### Protection
La caisse est constituée d'une structure mécano-soudée en alliage d’aluminium de forte épaisseur sur laquelle sont rapportées des plaques de blindage complémentaires en acier très haute dureté (THD). L'habitacle possède une protection pare-éclats interne.
Ce blindage répond au niveau 5 de la norme OTAN de protection STANAG 4569 correspondant à une protection contre les obus perforants sous-calibrés de 25 mm sur l'arc frontal ainsi que les éclats d’obus d'artillerie de 155 mm détonnant à 10 m de l'engin. Le dessous de la caisse est aussi protégé contre les mines avec des caissons déformables absorbant l'énergie, les sièges suspendus réduisant les conséquences du choc résiduel. Le niveau de protection contre les mines terrestres et les engins explosifs improvisés correspond au niveau 3 de la norme STANAG 4569, c'est-à-dire résister à l'explosion d'une mine à effet de souffle contenant un explosif équivalent à 8 kg de TNT.
La protection contre les mines de la version 32 tonnes du VBCI a été corrigée, avec, en contrepartie, une augmentation de 400 kg de la masse à vide du VBCI.
La protection anti-incendie est assurée par six extincteurs (quatre extincteurs habitacle et deux extincteurs moteur) à déclenchement automatique qui vont, à l'aide d'un gaz, chasser l'oxygène de l'habitacle durant six secondes.
Le VBCI peut évoluer dans un environnement contaminé CBRN pendant une durée maximale de dix jours.
Toutes les optiques (épiscopes et viseurs) sont traitées contre le laser.
Les pneumatiques sont des Michelin X-Force, qui sont capables de parcourir 100 km après avoir été percés de cinq balles (trois sur les flancs, deux sur la bande de roulement).

### Armement et équipement

#### Armement principal

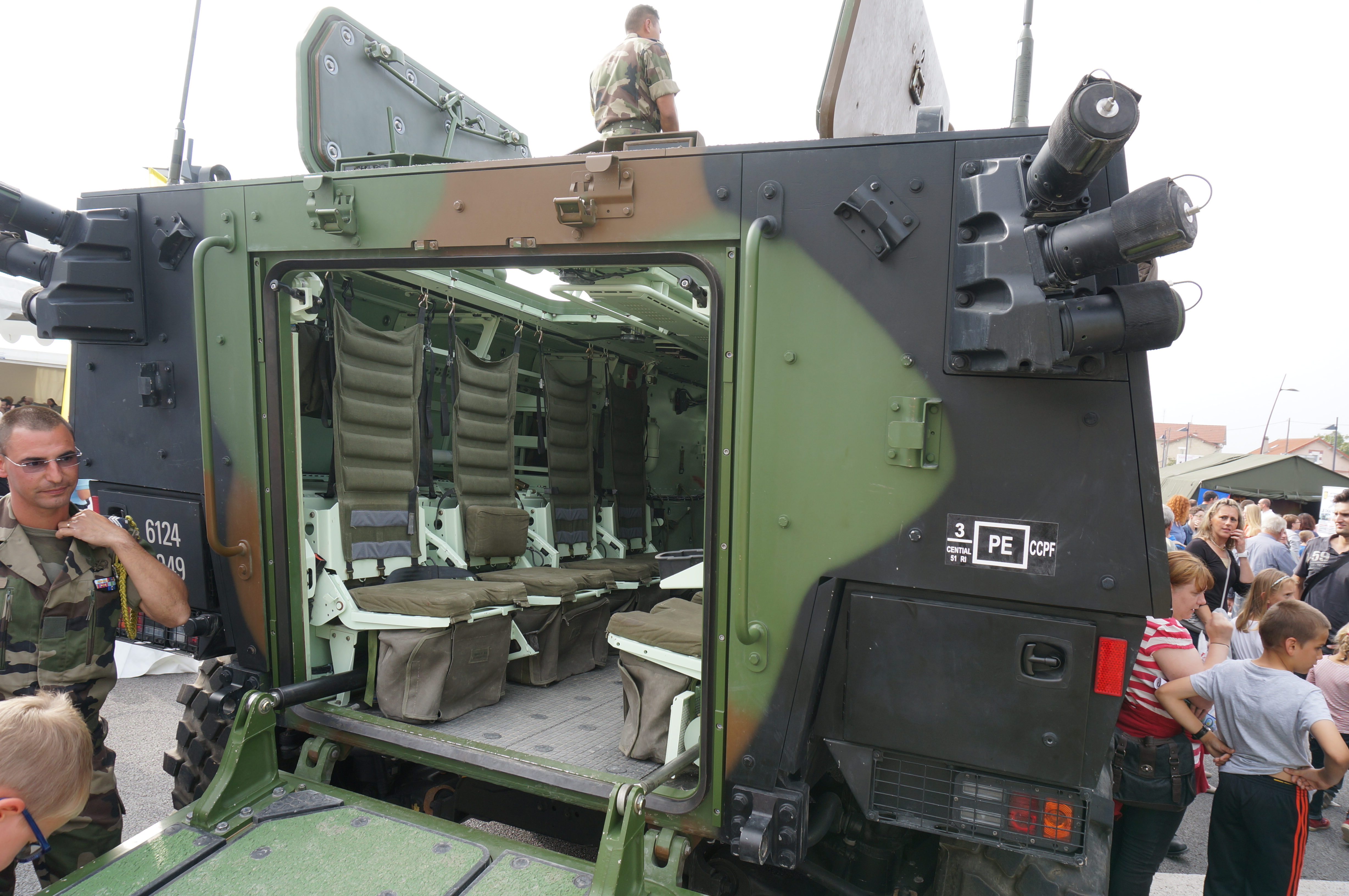
La rampe d'accès à l'habitacle entourée des lanceurs Galix.

La tourelle Tarask de Nexter est prévue pour un seul homme.
L’armement de cette tourelle dans le VBCI est constitué :
- d'une stabilisation de la conduite de tir 2 axes (+ azimutage automatique sur cible verrouillée) ;
- d'un canon-mitrailleur de 25 mm M811 d’une cadence de tir de 125 ou 400 coups par minute, disposant de 220 obus prêts au tir[14] ;
- d'une mitrailleuse coaxiale MAG de 7,62 mm disposant d'environ 2 000 coups ;
- de dispositifs de protection rapprochée (DRECS) Lacroix Galix.

Les moyens d’observation et de visée de la tourelle sont :
- un viseur tireur (VTI) qui permet, d'une part, l’observation et la visée en voie directe optique, en vidéo jour et thermique avec possibilité de télémétrie et, d'autre part, la conduite de tir ;
- un ensemble d’épiscopes permettant au tireur une observation directe à 360° ;
- un moyen d’observation panoramique (MOP) thermique, stabilisé deux axes, piloté par le chef. Il peut être mis à disposition du tireur. Il sert à l'observation panoramique, à la désignation d'objectif par le chef pour le tireur, et possède divers modes de ralliement sur la visée tireur, sur le châssis, ou sur les divers épiscopes chef ou tireur.

En fonction des besoins opérationnels, la tourelle Tarask peut être équipée entre autres des éléments suivants :
- leurre infrarouge (LIRE)
- détecteur d’alerte laser (DAL)
- dispositif d’identification au combat (DIC)

#### Communication
Le VBCI possède un système de communications SIT (Système d'information terminal) ainsi qu'un système d'identification du combat

## Versions

### Versions EMAT

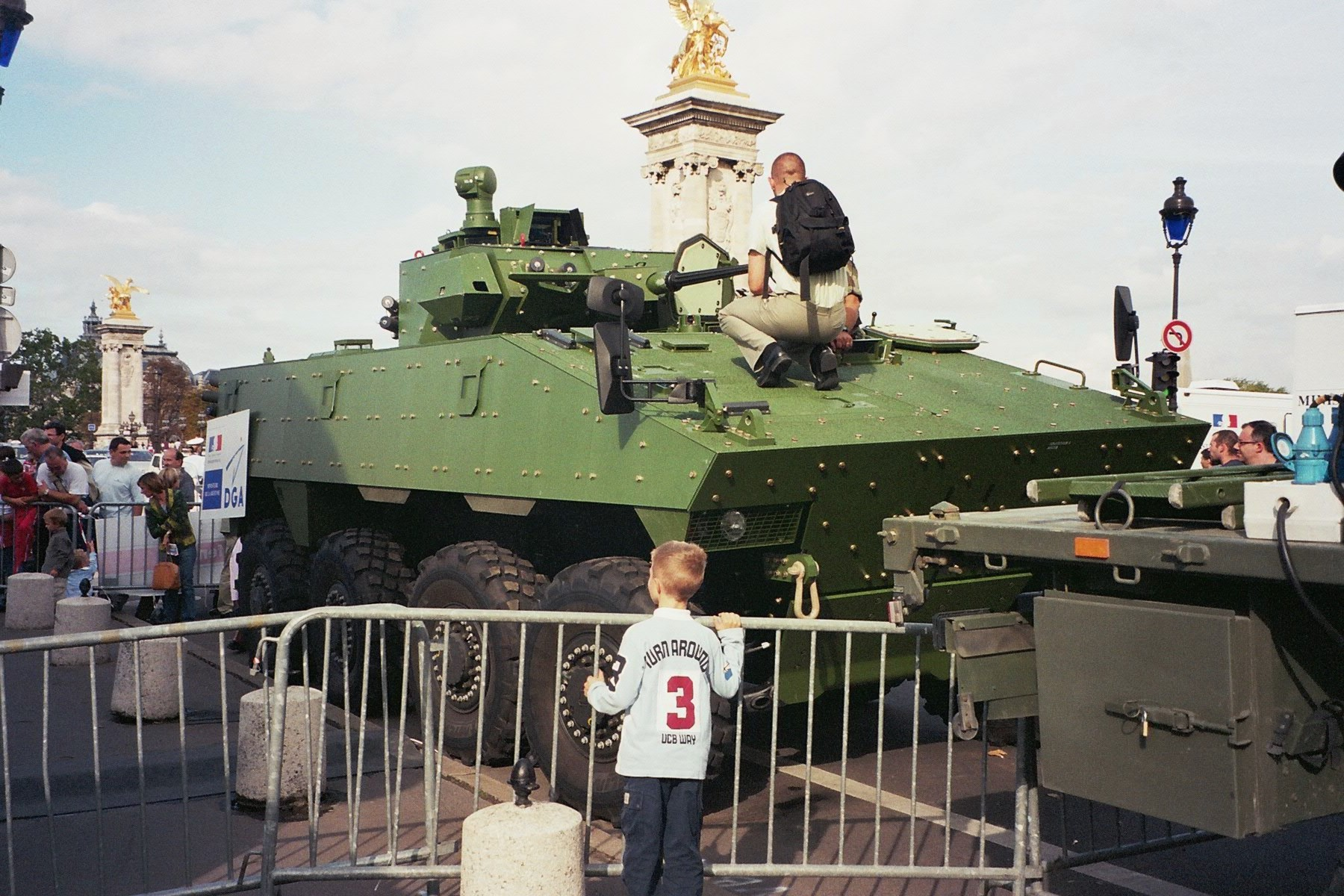
VBCI présenté aux Journées Nation Défense en 2005.

#### VCI
Le Véhicule de Combat d'Infanterie transporte un groupe de combat de huit hommes (+ 3 hommes d'équipage). Il est équipé d'une tourelle Tarask armée d'un canon-mitrailleur de calibre 25 mm et d'une mitrailleuse de calibre 7,62 mm.

#### VBCI 32 tonnes
Cette version possède un système centralisé de gonflage de pneus, un train de roulement renforcé permettant de porter le poids total autorisé en charge (PTAC) à 32 tonnes contre 29,3 tonnes sur la première version. Sa protection anti-mines a également été revue. La DGA a prononcé la qualification d'une version plus lourde du VBCI en octobre 2014 dont le poids total autorisé en charge (PTAC) passe de 29 à 32 tonnes, permettant de répondre aux menaces les plus dures des théâtres d’opération de l’Armée de terre avec l’amélioration de la protection du véhicule mais aussi la préservation de l’évolutivité du véhicule et de son adaptation aux besoins futurs. Sept VBCI en version 32 tonnes ont été livrés entre avril et juillet 2015  puis le rythme des livraisons a été augmenté à quatre exemplaires par mois jusqu’en été 2017. Au total, 95 véhicules étaient ainsi transformés.

#### VPC
Ce Véhicule Poste de Commandement (Protection de Convois) est équipé de deux stations SIR. Il est conçu pour sept utilisateurs (+ équipage) et d'un tourelleau téléopéré armé d'une mitrailleuse lourde M2 de calibre 12,7 mm.

### Versions export

#### VTT
Le Véhicule de Transport de Troupes est dépourvu de tourelle afin d'accueillir un plus grand nombre de fantassins (jusqu'à 14).

#### VBCI 2
Cette version est appelée également VBCI Mk. 2. Il s'agit d'une version améliorée du VBCI. Le véhicule a été présenté pour la première fois en 2015 au salon DSEI (DSEI), un salon international de la Défense à Londres. Le VBCI 2 a la particularité d'avoir son poste de conduite reculé à la place du poste du chef d'engin, ce dernier prenant désormais place dans la tourelle biplace T40 armée d'un canon à tir rapide CT40 utilisant des munitions télescopées. L'espace libéré à l'avant-gauche étant désormais occupé par un réservoir de carburant, le réservoir de carburant situé à l'arrière-gauche de la cabine est quant à lui remplacé par un espace de rangement. Le glacis est refait et présente deux angles d'incidence, la protection contre les mines et EEI passe au niveau 4A/4B. Le PTAC passe à 32 tonnes, l'essieu arrière est directionnel. Il possède également un nouveau moteur Volvo D13 d'une puissance de 600 ch (au lieu de 550 ch). Un système de vision périphérique et un dispositif d'aide à la conduite sont disponibles en option. Cette version a été développée avec le retour d'expérience de la première version, utilisée au combat par l'armée française au Mali.

#### VBCI Philoctète
Baptisé Philoctète, en référence au héros mythologique de la guerre de Troie, le véhicule arbore la livrée de camouflage des blindés grecs. A l’occasion de la première édition du salon DEFEA qui s'est tenue à Athènes du 13 au 15 juillet 2021, Nexter présente pour la première fois un système de combat d’infanterie complet ; le VBCI Philoctète. Le Philoctète reprend le châssis amélioré du VBCI 2 mais intègre une version inhabitée de la tourelle T40, armée d'un canon 40 CTC de 40 mm et deux lance-missiles antichar MMP. Un tourelleau téléopéré armé d'une mitrailleuse de 12,7 mm. Il répond aux exigences de l’armée grecque en matière de mobilité, de protection, de modularité et de puissance de feu.

## Mise en service
France

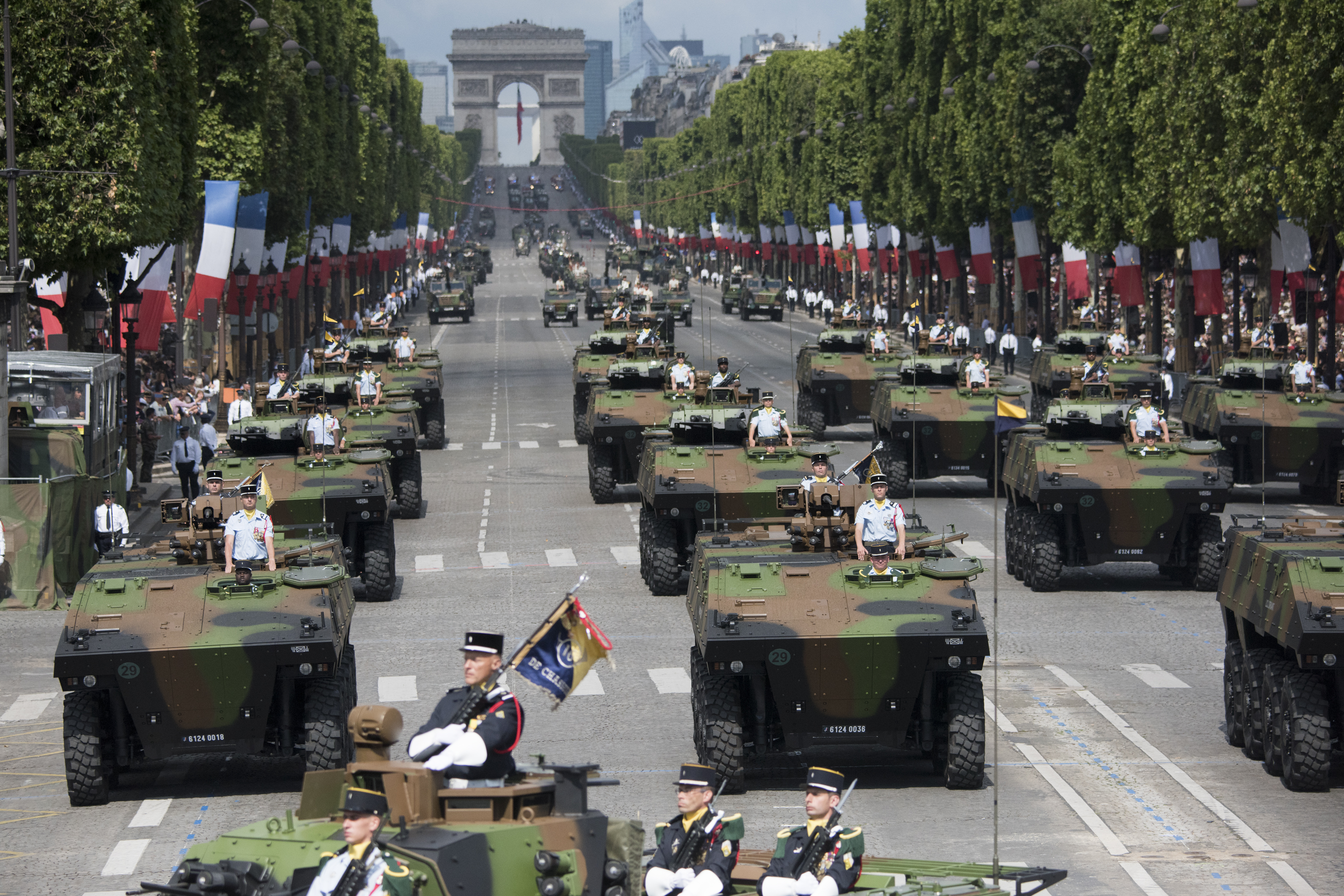
Défilé du 14 juillet 2017 à Paris. Au premier plan, des VBCI du 16e bataillon de chasseurs.

- Armée de terre : 630 VBCI livrés entre 2008 et 2015, dont 520 véhicules de combat (VBCI/VCI) et 110 véhicules de commandement (VBCI/VPC)[20]. 628 véhicules sont en service en 2024.

## Commandes

### France

#### Commandes et livraisons
La Direction générale de l'Armement française a notifié le 19 octobre 2007 à Nexter Systems une commande de 117 VBCI qui fait suite à une première commande de 65 véhicules.
Les 41 premiers VBCI sont livrés en 2008,. Le 23 mai 2008, le premier VBCI arrive au camp de Canjuers pour y être vérifié par les experts du 1er régiment de chasseurs d'Afrique de la 5e BSMAT.
Le 1er RCA s'occupe de la formation du personnel recevant ce véhicule. Ils commencent à être livrés en septembre 2008 au 35e régiment d’infanterie de Belfort.
Les 96 autres livrés en 2009 permettent l’équipement d’un premier régiment d’infanterie de l'armée française. Le second régiment doté du VBCI est le 92e régiment d'infanterie de Clermont-Ferrand qui aura reçu à l'été 2010 la totalité de ses 64 véhicules de dotation, le 200e exemplaire de cet engin étant livré mi-2010.
Par la suite, les régiments sont dotés au rythme d'un par année scolaire, le prochain devant être le 1er régiment de tirailleurs d'Épinal en 2011. Le 400e exemplaire est entré en service en juin 2012 et le 500e en juillet 2013. Le 630e et dernier est livré en mars 2015.

#### Coût
En septembre 2009, 332 autres véhicules sont commandés par la DGA sur 492 (au lieu de 550 prévus à l'origine) véhicules de combat (VBCI/VCI) et 138 (au lieu de 150 prévus à l'origine) véhicules de commandement (VBCI/VPC) prévus, soit un total de 630 véhicules (contre 700 prévus au départ). Le coût du programme total a donc augmenté.
Auparavant évalué à 2,2 milliards d'euros ; en octobre 2007, le coût total est dorénavant de 2,9 milliards d'euros, soit plus de 4 millions l'unité. Le prix unitaire était estimé à 2,28 millions d'euros pour le VCI et 1,6 million d'euros pour le VPC. Il a été prévu de doter 8 régiments d'infanterie de l'armée de terre en VBCI : les 2 régiments de chacune des 2 brigades et un régiment de chacune des 4 brigades multirôles.

#### Améliorations

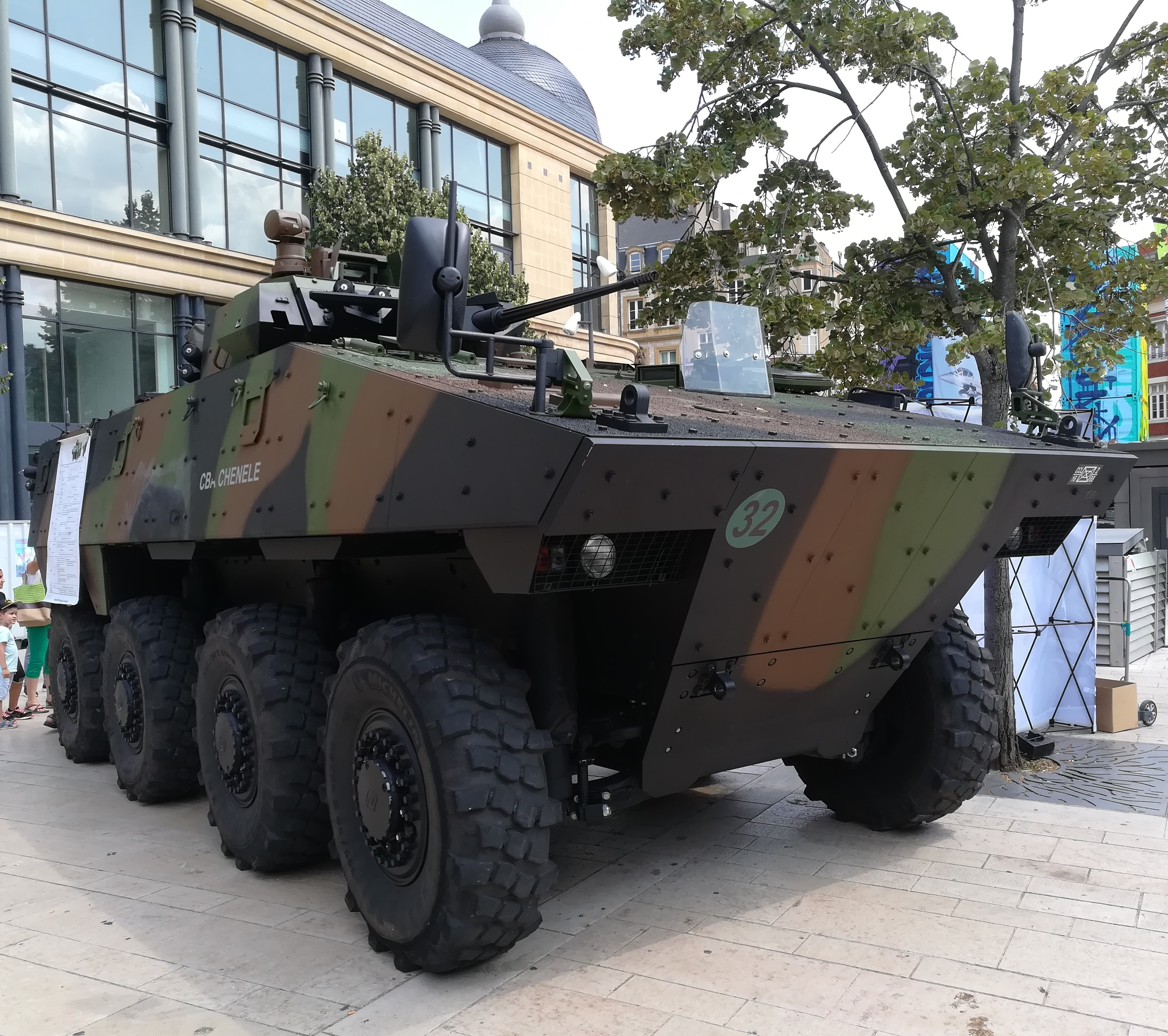
VBCI à Metz en juillet 2018.

En 2013, il est annoncé que les retours d'expériences de l'utilisation du VBCI sur des théâtres d'opération extérieurs depuis 2010, notamment en Afghanistan et au Mali, ont poussé la DGA à notifier un nouveau contrat à Nexter pour l'ajout de kits de surblindage contre les mines et les engins explosifs improvisés ainsi qu’un système de protection active destiné à mieux protéger les occupants. Ces ajouts entraineront une hausse de la masse qui passera de 28 à 32 tonnes. Les transmissions et les trains de roulement seront adaptés en conséquence par Renault Trucks Defense. Ces opérations débutent fin 2014 - début 2015 après les dernières livraisons.

### Tentatives d'exportation
Plusieurs tentatives d'exportation ont échoué, notamment en Espagne, au Liban, au Royaume-Uni, au Danemark, en Lituanie, aux Émirats arabes unis, en Bulgarie et au Qatar. La Russie avait manifesté de l’intérêt pour le VBCI et avait envoyé des officiers en France en 2012 pour essayer des VBCI de l'armée française dans le cadre du renouvellement de son parc de blindés légers.

#### Canada
Nexter s'était associé aux groupes Bombardier et Raytheon Canada pour la fourniture de 108 blindés (plus 30 options) dans le cadre du programme Close Combat Vehicle (CCV, Véhicules de Combat Rapproché). D’après un communiqué diffusé par Nexter, deux VBCI ont été évalués au centre d’essais d’Aberdeen dans le Maryland, pour le compte du Canada. En décembre 2013, l'armée canadienne annule le programme CCV en raison de restriction budgétaire.

#### Espagne
En avril 2009, la société espagnole d'ingénierie GTD fait équipe avec Nexter pour modifier le VBCI français et propose un remplacement futur pour le BMR-600, en service dans l'armée espagnole depuis 1979. L'armée espagnole prévoit de supprimer progressivement les BMR 6x6 pour une nouvelle plate-forme 8x8. Son choix s'est finalement porté sur le VCR 8×8 Dragón basé sur le Mowag Piranha V, et produit par General Dynamics European Land Systems – Santa Bárbara Sistemas (GDELS-SBS). Cette commande a finalement été annulée.

#### Liban
Une commande de 68 VBCI était envisagée grâce à un soutien financier de trois milliards d'euros de l'Arabie saoudite. En 2014, le véhicule de Nexter est finalement recalé.

#### Royaume-Uni
Le VBCI a été sélectionné par le ministère de la défense britannique pour participer à des essais (Trials of Truth) dans le cadre du programme FRES (Future Rapid Effect System (en)) destiné à équiper les forces armées britanniques d'un nouveau véhicule blindé médian. C'est ainsi que le dernier prototype P5 est allé en Grande-Bretagne pour les essais comparatifs dans le cadre du programme FRES où il arriva en finale des essais aux côtés du Boxer allemand. Ces véhicules n'ont cependant pas été retenus en raison de la volonté des Britanniques de développer une nouvelle plateforme Mowag Piranha V.

#### Danemark
En 2013, Nexter affronte dans sa catégorie son rival américain General Dynamics European Land Systems (GDELS) avec le Mowag Piranha V et, à l'issue des premières sélections, fait face à trois autres véhicules chenillés (le CV-90 Armadillo de BAE Systems Hagglunds, l'ASCOD de GDELS et le G5 de FFG Flensburger) pour un contrat estimé entre 200 et 400 blindés. Le groupe allemand ARTEC avec son Boxer, ainsi que le groupe finlandais Patria avec son AMV, ont d'ores et déjà été disqualifiés. Finalement en 2015, le Danemark fait le choix du suisse Mowag Piranha V (GDELS).

#### Lituanie
En 2014, l'armée lituanienne lance un appel d'offres pour l'achat de 88 véhicules blindés, les principaux concurrents étaient le Boxer germano-néerlandais et le Mowag Piranha V suisse. Finalement le VBCI-2 n'a pas été retenu au profit des Boxers équipés d'une tourelle fournie par Elbit System, d'un canon de 30 mm et de missiles anti-chars Spike-LR conçus par l'entreprise israélienne Rafael.

#### Émirats arabes unis
À partir de 2012, Nexter est en compétition dans le cadre d'un marché de 700 blindés VBCI pour l'armée émirienne. Finalement, durant l'IDEX 2017 à Abu Dhabi, les Émirats arabes unis annoncent la commande 400 Rabdan 8×8 du turc Otokar équipé d'une tourelle de BMP-3 russe.

#### Bulgarie
En juillet 2019, quatre entreprises sont invitées par la Bulgarie à soumissionner pour la livraison de 150 véhicules blindés. Les véhicules en compétition sont le Boxer germano-néerlandais, le AMV XP finlandais, le Piranha V suisse et le VBCI 2 de Nexter. En décembre 2019, le ministère de la défense bulgare annonce avoir reçu deux offres valables, celles du AMV 8x8 XP de Patria et celle du Piranha V de GDELDS/MOWAG.

#### Qatar
En marge d'une visite officielle d'Emmanuel Macron à Doha, le 7 décembre 2017, le ministère de la Défense qatari a signé une lettre d'intention avec Nexter portant sur une commande potentielle de 490 VBCI 2 au Qatar,. En décembre 2020, il est annoncé que le Qatar renonce au VBCI au profit du Boxer germano-néerlandais.
En mars 2023 plusieurs médias annoncent la reprise des discussions avec le Qatar.

#### Grèce
En 2021, KNDS France dévoile une nouvelle version destinée à répondre aux besoins exprimés par l’état-major de l’armée grecque [GES], appelée « Philoctète » (voir plus haut). KNDS France noue des partenariats avec des industriels grecs, comme Hellenic Defence Systems. En mars 2024, KNDS France propose 120 VBCI d’occasion à l’armée grecque, prélevés dans la dotation de l’armée de Terre, sous réserve d’une commande de 250 véhicules neufs co-produits avec l’industrie locale, assorti d'un « financement et de garanties de l’État français ». En décembre 2024, il semble que ce pays privilégie la rénovation de ses M113, mais reste intéressé en avril 2025 par l'achat du VBCI avec une possible commande de 280 VBCI Philoctète neuf et 88 VBCI d'occasion.

### Véhicule similaires ou proches
▶︎ VCI (à roues uniquement)
- Boxer (VCI ou VBTT [modulaire] Allemagne)
- Altüg (VCI Turquie)[49]
- LAV-700 « Desert Viper » (VCI USA)
- VBL III (VCI Canada)
- Type 08 (VCI Chine)
- Mowag Piranha (VCI Suisse)
- Patria AMV (VCI Finlande)
- KTO Rosomak (VCI Pologne)
- Iveco SUPERRAV(en) (VCI Italie)

▶︎ VBTT lourds (à roues uniquement)
- VBMR Griffon (VBTT France)
- Titus (VBTT France)
- VAB Mk 3 (VBTT France)
- VBMR-L Serval (VBTT France)
- Nurol Ejder (VBTT Turquie)
- RN-94 (VBTT Turquie - Roumanie)
- WhAP (VBTT Inde)[50]
- BTR (VBTT Russie)
- BCL-M5 (VBTT Algérie)
- Pandur (VBTT Autriche)
- EE-11 Urutu (VBTT Brésil)
- WZ551 (VBTT Chine)
- Stryker (VBTT USA)
- Puma (VBTT Italie)
- Freccia (VBTT Italie)
- Iveco VBTP-MR (VBTT Italie - Brésil)
- BTR-94 (VBTT Ukraine)
- Pegaso 3560 BMR (VBTT Espagne)
- Lazar 3 (VBTT Serbie)